# Río de Oro
Río de Oro (en árabe: وادي الذهب‎, pronunciado /wa:di: að:ahab/ y con frecuencia trascrito como Oued Edhahab en ortografía francesa en base a la pronunciación local) fue una de las dos divisiones territoriales[cita requerida] del Sahara Español, con capital en Villa Cisneros.
Abarcaba una superficie de 184 000 km².

## Toponimia
La denominación original del territorio se debe a que en 1442 unos portugueses parecen haber obtenido un poco de oro en polvo a cambio de sus mercancías, y creyeron haber descubierto un rico país aurífero. En algunos mapas antiguos, así uno de Diego Ribera publicado en 1529, figura viniendo de la Nigricia Central y desemboca en el Atlántico mientras, en mapas más modernos aparece un curso mucho más corto, que desemboca en el golfo en cuestión con el nombre de Uadi Meguetha Mersug, llegando una expedición española ya en los años 1885 y 1886 a declarar que no existía río alguno que desembocara en el golfo, pudiendo llevar a una posible equivocación la forma larga y estrecha del golfo que los descubridores portugueses tomaron por el estuario de un río.[cita requerida]

## Geografía

Vista de la costa del Sahara Español por la zona de Río de Oro, año 1930 o 1931.

Limitaba al norte con Saguía El Hamra, con el paralelo 26.º como línea divisoria. Por el sur el límite se encontraba en cabo Blanco, donde se encontraba La Güera, limitando al sur y al este con la colonia francesa de Mauritania hasta 1960 y, desde entonces, con Mauritania hasta 1976. 

## Historia

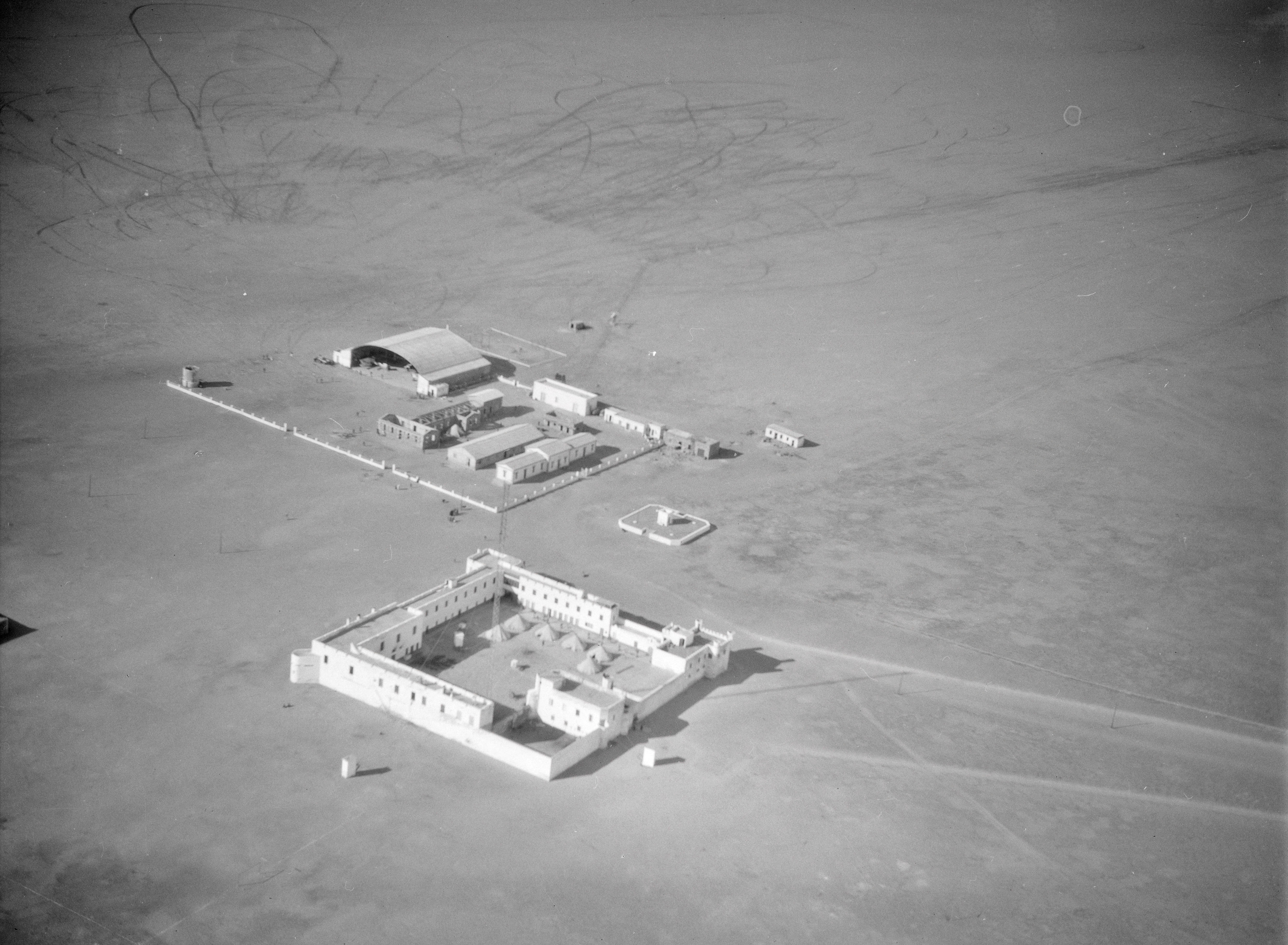
Fortaleza de Villa Cisneros y Caseta de Aviones, año 1930 o 1931.

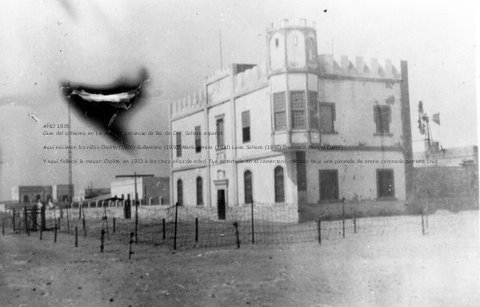
Casa del gobernador español de La Güera, hacia 1935.

"Río de Oro" fue el nombre que le dieron los portugueses, primeros europeos en llegar a estas tierras, por la abundancia de oro, que traían las caravanas desde el golfo de Guinea. Fue el primer logro decisivo de Enrique el Navegante, de su Escuela de Navegación de Sagres, y de la carabela. El descubrimiento de esta vital ruta comercial enriqueció a Portugal y le dio impulso a las exploraciones oceánicas, que se volvieron financieramente sostenibles (ya se pagaban a sí mismas). Para el reino de Marruecos, representó una dura crisis, pues las caravanas de camellos que llegaban a Ceuta y Tánger con oro y esclavos negros, se quedaban en Río de Oro para comerciar con los portugueses.
El descubrimiento se hizo después de superar el cabo Bojador, donde las leyendas hablaban de monstruos marinos, y un mar que comenzaba a hervir. Se llegó a Río de Oro en 1441.
En el año 1900 España negoció con Francia por los límites de sus colonias africanas en el Sahara y Guinea respecto de las colonias francesas vecinas, firmando el Tratado de París de 1900. Las negociaciones de los límites de Río de Oro (sur del Sahara español) respecto a las colonias francesas vecinas no supusieron problemas ya que Francia reconocía a España un amplio sector de la costa. Aun así, debido a errores españoles cometidos los años anteriores por desidia y olvido los franceses adquirieron Iyil, bahía del Galgo y Adrar T'mar (hoy en día son parte de Mauritania). El límite sur del Sahara español sería el paralelo 21°20′. El límite en el este quedaba delimitado en el artículo 1 del convenio.
El convenio hispano-francés de 1904 fijó el norte del Río del Oro en el paralelo 26.º, de tal manera que las posesiones españolas de soberanía se reconocieron entre el Uād Massa, al norte y cabo Blanco, al sur.
En la Primera Guerra Mundial sucede la batalla de Río de Oro (26 de agosto de 1914), en la que el crucero protegido británico HMS Highflyer detectó y atacó al transatlántico alemán reconvertido en crucero auxiliar SS Kaiser Wilhelm der Grosse, acabando con el buque alemán hundido y el inglés dañado.